# Ça (série de films)
 (décembre 2019).
Si vous disposez d'ouvrages ou d'articles de référence ou si vous connaissez des sites web de qualité traitant du thème abordé ici, merci de compléter l'article en donnant les références utiles à sa vérifiabilité et en les liant à la section « Notes et références ».
Pour les articles homonymes, voir Ça.
 Pour plus de détails, voir Fiche technique et Distribution
Ça est une série cinématographique d'horreur américaine réalisée par Andrés Muschietti et basée sur le roman du même nom de Stephen King. Les films composant cette série sont Ça (2017) et Ça : Chapitre 2 (2019).
En 2025, Andrés Muschietti réalisera Welcome to Derry, une série télévisée qui se veut être une préquelle aux films Ça et Ça : Chapitre 2.

## Synopsis

### Ça(2017)
À Derry, dans le Maine, sept adolescents ayant du mal à s'intégrer se sont regroupés au sein du « Club des Ratés ». Rejetés par leurs camarades, ils sont les cibles favorites des gros durs de l'école. Ils ont aussi en commun le fait d'avoir éprouvé leur plus grande terreur face à un terrible prédateur métamorphe qu'ils appellent « Ça ». Car depuis toujours, Derry est en proie à une créature qui émerge des égouts tous les 27 ans pour se nourrir des terreurs de ses victimes de choix : les enfants. Bien décidés à rester soudés, les Ratés tentent de surmonter leurs peurs pour enrayer un nouveau cycle meurtrier. Un cycle qui a commencé un jour de pluie lorsqu'un petit garçon poursuivant son bateau en papier s'est retrouvé face-à-face avec un clown répondant au nom de Grippe-Sou...

### Ça: Chapitre 2(2019)
Vingt-sept ans plus tard, Bill Denbrough et ses amis reviennent à Derry à la suite de l'appel de Mike. Ils vont devoir à nouveau combattre le sinistre clown « Ça », qui s'est réveillé et recommence à se nourrir d'enfants. Lorsqu'ils reviennent à Derry, ils découvrent la véritable histoire de « Ça » et comptent bien l'achever une bonne fois pour toutes.

## Série télévisée

### Welcome to Derry(2024)
Au mois de mars 2022, il est annoncé qu'une série est en préparation chez HBO Max. Prévue pour 2025 et intitulée Welcome to Derry, elle sera produite par Jason Fuchs, Barbara et Andrés Muschietti et se voudra être un préquel aux films Ça et Ça : Chapitre 2, se déroulant en partie dans les années 1960 et racontant de manière plus approfondie les origines du clown Grippe-Sou,. En novembre 2022, Variety annonce que les deux showrunners de la série seront Jason Fuchs et Brad Caleb Kane. Le tournage débute le 3 avril 2023 à Toronto (Canada), et un premier casting est dévoilé, avec la présence de Taylour Paige, Jovan Adepo, James Remar, Chris Chalk, Madeleine Stowe et Stephen Rider,. En mai 2024, il est annoncé que Bill Skarsgård sera producteur exécutif et reprendra son rôle de Grippe-Sou.

## Fiche technique
| Équipe du tournage        | Films                                           | Films                                           | Série télévisée                                 |
| Équipe du tournage        | Ça (2017)                                       | Ça : Chapitre 2 (2019)                          | Welcome to Derry (2025)                         |
| ------------------------- | ----------------------------------------------- | ----------------------------------------------- | ----------------------------------------------- |
| Titre original            | It                                              | It: Chapter Two                                 | Welcome to Derry                                |
| Réalisateur / Showrunners | Andrés Muschietti                               | Andrés Muschietti                               | Jason Fuchs                                     |
| Réalisateur / Showrunners | Andrés Muschietti                               | Andrés Muschietti                               | Brad Caleb Kane                                 |
| Scénaristes               | Gary Dauberman                                  | Gary Dauberman                                  |                                                 |
| Scénaristes               | Cary Fukunaga                                   |                                                 |                                                 |
| Scénaristes               | Chase Palmer                                    |                                                 |                                                 |
| Photographie              | Chung Chung-hoon                                | Checco Varese                                   |                                                 |
| Montage                   | Jason Ballantine                                | Jason Ballantine                                |                                                 |
| Producteurs               | Roy Lee                                         | Roy Lee                                         | Jason Fuchs                                     |
| Producteurs               | Dan Lin                                         | Dan Lin                                         | Andrés Muschietti                               |
| Producteurs               | Barbara Muschietti                              | Barbara Muschietti                              | Barbara Muschietti                              |
| Producteurs               | Seth Grahame-Smith                              | Seth Grahame-Smith                              | Bill Skarsgård                                  |
| Producteurs               | David Katzenberg                                |                                                 | Bill Skarsgård                                  |
| Sociétés de production    | New Line Cinema                                 | New Line Cinema                                 |                                                 |
| Sociétés de production    | Vertigo Entertainment                           |                                                 |                                                 |
| Sociétés de production    | KatzSmith Productions                           |                                                 |                                                 |
| Sociétés de production    | RatPac-Dune Entertainment                       | Double Dream                                    |                                                 |
| Sociétés de production    | Lin Pictures                                    | Rideback                                        |                                                 |
| Société de distribution   | Warner Bros. Pictures                           | Warner Bros. Pictures                           | Warner Bros. Pictures                           |
| Musique                   | Benjamin Wallfisch                              | Benjamin Wallfisch                              |                                                 |
| Direction artistique      | Peter Grundy                                    | Nigel Churcher                                  |                                                 |
| Décors                    | Claude Paré                                     | Paul D. Austerberry                             |                                                 |
| Décors                    | Rosalie Board                                   | Crystal North                                   |                                                 |
| Décors                    | Shane Vieau                                     |                                                 |                                                 |
| Costumes                  | Janie Bryant                                    | Luis Sequeira                                   |                                                 |
| Pays                      | États-Unis                                      | États-Unis                                      | États-Unis                                      |
| Genre                     | épouvante-horreur, fantastique, thriller, drame | épouvante-horreur, fantastique, thriller, drame | épouvante-horreur, fantastique, thriller, drame |
| Durée                     | 135 minutes                                     | 169 minutes                                     |                                                 |
| Durée                     | 143 minutes (ressortie)                         | 169 minutes                                     |                                                 |
| Date de sortie États-Unis | 8 septembre 2017 (sortie nationale)             | 6 septembre 2019                                | 2025 sur HBO Max                                |
| Date de sortie France     | 20 septembre 2017                               | 11 septembre 2019                               | 2025 sur HBO Max                                |

## Distribution
| Personnages                           | Films                | Films                        | Série télévisée         |
| Personnages                           | Ça (2017)            | Ça : Chapitre 2 (2019)       | Welcome to Derry (2025) |
| ------------------------------------- | -------------------- | ---------------------------- | ----------------------- |
| « Ça » / Grippe-Sou, le clown dansant | Bill Skarsgård       | Bill Skarsgård               | Bill Skarsgård          |
| Bill Denbrough                        | Jaeden Martell       | James McAvoy                 |                         |
| Bill Denbrough                        | Jaeden Martell       | Jaeden Martell (jeune)       |                         |
| Beverly Marsh                         | Sophia Lillis        | Jessica Chastain             |                         |
| Beverly Marsh                         | Sophia Lillis        | Sophia Lillis (jeune)        |                         |
| Ben Hanscom                           | Jeremy Ray Taylor    | Jay Ryan                     |                         |
| Ben Hanscom                           | Jeremy Ray Taylor    | Jeremy Ray Taylor (jeune)    |                         |
| Richie Tozier                         | Finn Wolfhard        | Bill Hader                   |                         |
| Richie Tozier                         | Finn Wolfhard        | Finn Wolfhard (jeune)        |                         |
| Eddie Kaspbrak                        | Jack Dylan Grazer    | James Ransone                |                         |
| Eddie Kaspbrak                        | Jack Dylan Grazer    | Jack Dylan Grazer (jeune)    |                         |
| Mike Hanlon                           | Chosen Jacobs        | Isaiah Mustafa               |                         |
| Mike Hanlon                           | Chosen Jacobs        | Chosen Jacobs (jeune)        |                         |
| Mike Hanlon                           | Chosen Jacobs        | Tristian Levi Cox (à 4 ans)  |                         |
| Mike Hanlon                           | Chosen Jacobs        | Torian Matthew Cox (à 4 ans) |                         |
| Stanley Uris                          | Wyatt Oleff          | Andy Bean                    |                         |
| Stanley Uris                          | Wyatt Oleff          | Wyatt Oleff (jeune)          |                         |
| Henry Bowers                          | Nicholas Hamilton    | Teach Grant                  |                         |
| Henry Bowers                          | Nicholas Hamilton    | Nicholas Hamilton (jeune)    |                         |
| Georgie Denbrough                     | Jackson Robert Scott | Jackson Robert Scott         |                         |
| Patrick Hockstetter                   | Owen Teague          | Owen Teague                  |                         |
| Alvin Marsh                           | Stephen Bogaert      | Stephen Bogaert              |                         |
| Sonia Kaspbrak / Myra                 | Molly Atkinson       | Molly Atkinson               |                         |
| Norbert Keene                         | Joe Bostick          | Joe Bostick                  |                         |
| Gretta Keene                          | Megan Charpentier    | Juno Rinaldi                 |                         |
| Gretta Keene                          | Megan Charpentier    | Megan Charpentier (jeune)    |                         |
| Hobo, le Lépreux / la Sorcière        | Javier Botet         | Javier Botet                 |                         |

## Accueil

### Accueil critique
| Film                   | AlloCiné presse | AlloCiné spectateurs | IMDb   | Rotten Tomatoes      | Metacritic        |
| ---------------------- | --------------- | -------------------- | ------ | -------------------- | ----------------- |
| Ça (2017)              | 3,3/5           | 3,7/5                | 7,3/10 | 86 % (382 critiques) | 69 (49 critiques) |
| Ça : Chapitre 2 (2019) | 2,8/5           | 3,1/5                | 6,5/10 | 62 % (376 critiques) | 58 (52 critiques) |

| Série télévisée         | AlloCiné presse | AlloCiné spectateurs | IMDb | Rotten Tomatoes | Metacritic |
| ----------------------- | --------------- | -------------------- | ---- | --------------- | ---------- |
| Welcome to Derry (2025) |                 |                      |      |                 |            |

### Box-office
| Film                   | Budget        | Recettes au box office | Recettes au box office | Nombre d'entrées   | Références |
| Film                   | Budget        | États-Unis / Canada    | Monde                  | France             | Références |
| ---------------------- | ------------- | ---------------------- | ---------------------- | ------------------ | ---------- |
| Ça (2017)              | 35 000 000 $  | 328 828 874 $          | 701 796 444 $          | 2 223 006 entrées  | ,          |
| Ça : Chapitre 2 (2019) | 79 000 000 $  | 211 593 228 $          | 473 093 228 $          | 1 496 163 entrées  | ,          |
| Totaux                 | 114 000 000 $ | 540 422 102 $          | 1 174 889 672 $        | 21 439 565 entrées |            |